# Priority Records
Priority Records is een platenlabel dat wordt geëxploiteerd door Universal Music Group, die vooral naam heeft gemaakt in de hiphop. Priority heeft ook de distributie voor andere labels, zoals Rap-A-Lot Records, Ruthless Records en Death Row Records.
Het in Los Angeles gevestigde bedrijf werd opgericht in 1985 door Bryan Turner, Mark Cerami en Steve Drath. De jaren 1987 tot 2001 waren de meest succesvolle voor Priority Records. Grootheden als N.W.A, Ice Cube, Master P, Snoop Dogg, Mack 10, Westside Connection, Eazy-E en Ice-T behoorden tot hun stal.
In de vroege jaren 1990 sloot Priority Records een distributieovereenkomst met EMI Music. Tot 1996 bleef het label geheel zelfstandig totdat het voor de helft werd verkocht aan EMI Music. In 1998 ging het bedrijf volledig over in handen van de veel grotere labels. Voordat Priority Records in 2001 volledig in de EMI dochteronderneming Capitol Records ging, werkten ze onder hun eigen vlag.